# 蒙蒂利亚
蒙蒂利亚是西班牙安达卢西亚自治区科尔多瓦省的一个镇。